# Starzynki 1
Starzynki 1 (biał. Старынкі 1; ros. Старинки 1) – wieś na Białorusi, w obwodzie mińskim, w rejonie miadzielskim, w sielsowiecie Swatki.

## Historia
W czasach zaborów zaścianek w granicach Imperium Rosyjskiego.
W dwudziestoleciu międzywojennym zaścianek leżał w Polsce, w województwie wileńskim, w powiecie duniłowickim (od 1926 postawskim), w gminie Miadzioł.
Według Powszechnego Spisu Ludności z 1921 roku zamieszkiwało tu 59 osób, wszystkie były wyznania prawosławnego i zadeklarowały białoruską przynależność narodową. Było tu 8 budynków mieszkalnych. W 1931 w 10 domach zamieszkiwało 61 osób.
Wierni należeli do parafii rzymskokatolickiej w m. Miadzioł i prawosławnej w Swatkach. Miejscowość podlegała pod Sąd Grodzki w Miadziole i Okręgowy w Wilnie; właściwy urząd pocztowy mieścił się w Miadziole.
W 1938 roku miejscowość należała do gromady Kalinówka gminy Miadzioł.
Po agresji ZSRR na Polskę w 1939 roku zaścianek znalazł się w granicach BSRR. W latach 1941–1944 była pod okupacją niemiecką. Następnie leżała w BSRR. Od 1991 roku w Republice Białorusi.